# Trematolobelia wimmeri
Trematolobelia wimmeri là loài thực vật có hoa trong họ Hoa chuông. Loài này được O.Deg. & I.Deg. miêu tả khoa học đầu tiên năm 1968.